# Люба Кутинчева
Люба Кутинчева Дагорова е първата българска пътешественичка, пътувала почти десетилетие (1929 – 1938) в Магреба, Близкия и Далечния изток – до остров Сахалин и Япония.

## Биография

### Произход и детство
Родена е в Търново на 15 май 1910 година. Произхожда от семейство на интелектуалци. Майка ѝ е племенница на легендарния капитан Райчо Николов. След 1913 година семейството живее на румънска територия. Още като ученичка заедно с баща си участва в Добруджанската революционна организация „Свободна Добруджа“. За своята активна дейност срещу асимилацията на българите тя е преследвана от румънските власти и е принудена да избяга в България. По-късно отива в Турция, където в големите градове на страната изнася сказки за България, за българската литература, поезия, нрави, обичаи, за положението на Добруджа под румънска власт. Сказките са масово посещавани. Спечелените пари от тях ѝ позволяват да започне своята мисия като пътешественик, когато е едва на 19 години.

### Образование
Средното си образование получава във френски колеж в Букурещ. През 1935 година заминава за Франция. В Париж продължава образованието си, като следва журналистика и френска филология. Кара едногодишен стаж като кореспондент на вестник Le matin и фоторепортер на вестник „La femme“, след което започва своето пътешествие из Испания, Испанско Мароко и Южна Африка. В началото на 1939 година се връща във Франция, където завършва висшето си образование. През 1939 година се омъжва за журналиста Александър Константинов Дагоров.

### Пътешествия
Люба Кутинчева свободно владее френски, румънски, турски и руски език, а при пътуванията си научава арабски език и есперанто. В посетените страни се издържа чрез изнасяне на сказки за България, за която в повечето страни дори не са чували. По време на пътуванията си винаги носела български трикольор на шапката си.
В малките градове и селища, където не е могла да изнася сказки, работи физически труд – бране на банани, смокини, лимони, портокали, дафинови листа, бахар, черен пипер, какао и др. Със спечелените пари продължава своето пътешествие.
Люба Кутинчева е първата българка, посетила Япония (през 1942 година издава книгата „Япония – лични впечатления, наблюдения и проучвания“), Барода, Бирма, Сиам, Индокитай, Борнео, Суматра, Цейлон, Формоза (Тайван), Южен Сахалин, Оман, Маскат, Тунис, Триполи, Мадагаскар и други. Първата българка, която е преминала пеша джунглите от Мадрас до Банкок и първата жена европейка, посетила Мека, Медина, Саудитска Арабия, Йемен, Оман, Маскат. Пътува с всички възможни превозни средства – кораби, влакове, коли, каруци, камили, коне или просто пеш, приемана е от царски особи, отсядала е в обикновени домове, навсякъде предизвиквайки респект към своята личност със съзнанието си за национално достойнство.
По време на пътешествието си Л. Кутинчева се среща с владетели, духовници, политици, учени и видни общественици, сред които: емирът на Трансйордания – Абд Аллах ибн Хусайн, кралят на Ирак – Файсал ибн Хусайн, султанът на Маскат и Оман – Теймур ибн Файсал ибн Турки, махараджата на Барода – Саяджирао Гаеквад III, министърът на отбраната на Ирак – Нури Саид, митрополитът на Птолемаида, владиката на арменците в Иран – архиепископ Месроб, Махатма Ганди и много други.
Умира на 20 септември 1998 година в София.

### Наследство
В края на 60-те години Люба Кутинчева дарява архива си. Той се съхранява във фонд 1328К в Държавен архив – София. Тя лично ги предава през 1968 – 1969 година, като сама описва всички материали.